# Hexachlordisilan
Hexachlordisilan ist eine chemische Verbindung aus der Gruppe der chlorierten Silane.

## Gewinnung und Darstellung
Hexachlordisilan kann (wie alle Perchlorsilane SinCl2n+2 mit n = 2-6) durch Reaktion von Calciumsilicid mit Chlor bei 230 bis 250 °C gewonnen werden.
{\displaystyle \mathrm {CaSi_{2}+4\ Cl_{2}\longrightarrow Si_{2}Cl_{6}+CaCl_{2}} }
Ebenfalls möglich ist die Darstellung durch Reaktion von Siliciumdichlorid oder Silicium mit Chlor.
{\displaystyle \mathrm {2\ SiCl_{2}+Cl_{2}\longrightarrow Si_{2}Cl_{6}} }
{\displaystyle \mathrm {2\ Si+3\ Cl_{2}\longrightarrow Si_{2}Cl_{6}} }

## Eigenschaften
Hexachlordisilan ist eine farblose, an Luft rauchende, hydrolyseempfindliche klare Flüssigkeit.

## Verwendung
Ultrahochreines Hexachlordisilan wird in der Halbleiterindustrie für die chemische Gasphasenabscheidung von siliciumhaltigen funktionellen Schichten, bei sehr niedrigen Temperaturen, eingesetzt. Anlagen zur Herstellung stehen zum Beispiel im badischen Rheinfelden. Hexachlordisilan ist Ausgangsstoff zur Erzeugung von Dodecachlorneopentasilan (Si5Cl12) und von Dodecachlorcyclohexasilane (Si6Cl12). Diese beiden Verbindungen können leicht zu den entsprechenden Hydrosilanen Neopentasilan (Si5H12) und Cyclohexasilan (Si6H12) hydriert werden, welche als Präkursoren für druckbare Elektronik dienen. Weiterhin wird Hexachlordisilan zur Erzeugung von Trichlorsilylanionen der Hauptgruppenelemente [E(SiCl3)n]− (E = B, C, Si, Ge, P, S) verwendet. Diese Anionen können als nicht-nukleophile oder schwach koordinierende Anionen verwendet werden. Außerdem dienen sie als nukleophile Übertragungsreagenzien für Trichlorsilylgruppen und für Hauptgruppenelement-Ionen.